# Antonio González Pacheco
Antonio González Pacheco (10 de outubro de 1946 - 7 de maio de 2020), também conhecido como Billy the Kid ( Billy el Niño ), era um inspetor da polícia espanhola na Espanha franquista que foi acusado de 13 acusações de tortura e que teve sua extradição solicitada por um juiz argentino em 2014. María Romilda Servini foi a juíza que fez a acusação. O pedido de extradição foi recusado pelo Supremo Tribunal espanhol com base no esgotamento do prazo de prescrição da acusação contra ele.
Ele competiu em uma meia maratona em Madrid em 2010.
Ele tinha uma pensão 1,5 vezes maior do que a normal e quatro medalhas de honra, o que foi revelado por um relatório do Ministério do Interior em 2018. Naquele ano, o ministro do Interior, Fernando Grande-Marlaska, iniciou esforços para determinar se o estado poderia rescindir as honras e pensões.